# Cícero Filho
Cícero Filho é um cineasta brasileiro, nascido na cidade maranhense de Poção de Pedras mas radicado em Teresina.
Filho do dono de uma emissora de televisão comunitária em Poção de Pedras, ainda criança usava os equipamentos do pai para ensaiar suas primeiras produções. Na adolescência, mudou-se para Teresina, onde formou-se em Jornalismo e contou com o apoio da Faculdade Santo Agostinho para realizar seus filmes.
Seguindo o modelo de Nollywood, distribui seus filmes de forma artesanal, aproveitando-se da extensa rede de vendedores de DVDs piratas  em cidades do Piauí e do Maranhão, além de levar pessoalmente os filmes aos cinemas dos shopping centers.

## Filmografia

### Filmes
| Ano       | Título                       | Notas        |
| --------- | ---------------------------- | ------------ |
| 2006      | Entre o Amor e a Razão       | [ 5 ]        |
| 2007      | Ai que vida!                 | [ 6 ] [ 7 ]  |
| 2011      | Flor de Abril                |              |
| 2014      | Passarinho Lá de Nova Iorque | [ 8 ]        |
| A definir | Babaçu Love                  | [ 9 ] [ 10 ] |